# Дейн Берд-Сміт
Дейн Берд-Сміт (англ. Dane Bird-Smith, нар. 15 липня 1992) — австралійський легкоатлет, що спеціалізується на спортивній ходьбі, бронзовий призер Олімпійських ігор 2016 року.

## Виступи на Олімпіадах
| Олімпіада           | Дисципліна      | Місце |
| ------------------- | --------------- | ----- |
| Ріо-де-Жанейро 2016 | ходьба на 20 км | 3     |

## Зовнішні посилання
- Дейн Берд-Сміт — олімпійська статистика на сайті Sports-Reference.com (англ.) (архівна версія)

1. ↑  Olympedia — 2006.